# Юсупов, Ринат Шайхуллович
Ринат Шайхуллович Юсупов (1 января 1947, Рапатово, Башкирская АССР — 11 ноября 2020, Рапатово) — тракторист колхоза имени Карла Маркса Чекмагушевского района БАССР, Герой Социалистического Труда (1976).

## Биография
Родился 1 января 1947 года в с. Рапатово Чекмагушевского района БАССР. Образование — среднее.
Трудовую деятельность начал в 1962 году в колхозе имени Карла Маркса Чекмагушевского района. В 1965 году окончил Чекмагушевское профессионально-техническое училище, приобрел специальность механизатора. Проработал более 30 лет в колхозе им. Карла Маркса.
Р. Ш. Юсупов систематически добивался высокопроизводительной работы техники, высоких урожаев сельскохозяйственных культур. Трудился вначале на тракторе Т-74, затем — на К-701. За девять месяцев 1976 года выработал 3197 условных гектаров пашни при плане 2000 и обязательстве 2300 условных гектаров, что составляло 160 процентов к плану и 139 процентов к обязательствам. Систематически выполнял сменные нормы на 150—155 процентов. На вспашке зяби в отдельные дни при сменной норме 11,5 гектара доводил выработку до 23 гектаров при высоком качестве обработки земли.
В 1976 году бригада, в которой работал Р. Ш. Юсупов, на 1780 гектарах собрала по 26,1 центнера зерна, на отдельных участках был получен более высокий урожай: с 120 гектаров собрано по 38 центнеров пшеницы «саратовская-36», с 70 гектаров — по 41 центнеру ячменя «носовский-6».
Способствовал получению колхозом на площади 3500 гектаров по 25,4 центнера зерновых и выполнению одним из первых в республике повышенных обязательств по продаже зерна. Государству было продано 43 852 центнера хлеба, что составляло 104 процента к повышенным обязательствам и 110 процентов к народно-хозяйственному плану.
За выдающиеся успехи, достигнутые во Всесоюзном социалистическом соревновании, проявленную трудовую доблесть в выполнении планов и социалистических обязательств по увеличению производства и продажи государству зерна и других сельскохозяйственных продуктов Указом Президиума Верховного Совета СССР от 23 декабря 1976 г. Р. Ш. Юсупову присвоено звание Героя Социалистического Труда.
В 1997—2004 годах работал инженером-технологом СПК имени Карла Маркса. В 2007 году вышел на пенсию.
Жил в родном селе Рапатово Чекмагушевского района РБ. Умер 11 ноября 2020 года.
24 декабря 2021 года в Рапатово Ринату Юсупову был установлен бюст. Он находится около ДК им. Ильфака Смакова.

## Награды
- Герой Социалистического Труда (1949
- два ордена Ленина (1974, 1976)
- орден Трудового Красного Знамени (1972)
- медали
- премия Ленинского комсомола (1976).